# Oued El Alleug
Oued El Alleug (o Oued Alleug) è un comune dell'Algeria, situato nella provincia di Blida.